# ديفيد إيفانز (سياسي أسترالي)
ديفيد إيفانز (بالإنجليزية: David Evans)‏ هو سياسي أسترالي، ولد في 20 يونيو 1934 في أستراليا. حزبياً، نشط في الحزب الوطني الأسترالي - فيكتوريا ‏. وقد انتخب عضو المجلس التشريعي الفيكتوري عن دائرة North Eastern Province (Victoria) ‏ (1976 – 1996).